# Sylvia Griño
Sylvia Griño (Montevideo, Uruguay, 1957) es una arquitecta uruguaya que vive en Francia y que ha diseñado obras muy importantes en ese país.

## Trayectoria
Entre 1975 y 1981 realizó sus estudios de arquitectura en la Facultad de Arquitectura en Montevideo.
Hasta 1982 trabajó en el estudio Dieste Montañez. En 1984 terminó su Máster en arquitectura en UPA n5, Francia. En 1985 se asoció a Philippe Barthélémy y fundaron el estudio Barthélémy Griño en París. Es arquitecta D.F.A.M.U, Uruguay, 1986.
Diseñó la galería de arte de Louis Vuitton, el estadio de fútbol de Fontainebleau, varias embajadas francesas, la Facultad de Ciencias Sociales en París, el hospital de Garches y muchos edificios relevantes. Entre ellos el Estadio de Nanterre, el Sport Complex en Amiens, el edificio LVMH en Kobe, Japón.
La construcción del Bureaux à Fontainebleau, es decir, el corazón administrativo del edificio de mando del campus deportivo, en el borde del bosque de Fontainebleau, fue parte de un amplio proyecto de reestructuración del Centro Nacional de Deportes de la Defensa, en donde los militares franceses reciben todo su entrenamiento deportivo.
El complejo deportivo en Ailly-sur-Somme, en las afueras de Amines, es un proyecto municipal, multisalas, con un gimnasio y una biblioteca.
Es profesora invitada de la Ecole Speciale d'Architecture en París.

## Premios y reconocimientos[3]
- Mención especial Prix de l'Equerre d'Argent, Le Moniteur, 2003.[8]
- Nominada al Prix de l'Equerre d'Argent, Le Moniteur, 2002.[9]
- Nominada al Prix de la Premire Oevre, Le Moniteur, 1991.

## Obras
Algunas de sus construcciones:
- Estadio, Fontainebleau, Francia.
- Estadio, Nanterre, Francia.[8]
- Complejo Deportivo, Ailly-sur-Somme, Francia.
- Oficinas del complejo Deportivo del Centro Nacional de Deportes de la Defensa, Fontainebleau.
- Edificio Kowa en Kobe, Japón.
- Edificio de Louis Vuitton en Tumon Bay, Guam.[11]
- Galería de arte de Louis Vuitton.
- Facultad de Ciencias Sociales, Paris.
- Bibliothèque et ateliers municipal, Montparnasse, Paris.
- Modern Art Museum, Erro Foundatïon, Réhabilitation d'une laiterie industrielle, Reykjavik, Islandia.
- Hospital de Garches, Francia.
- Embajada de Francia en Kuwait.[12]
- Embajada de Francia en Ghana.[13]
- Estadio de fútbol, Grande-Synthe.[14]
- Liceo francés, El Cairo, Egipto.[15]